# سلايت (مجلة)
«سلايت» هي مجلة أمريكية ليبرالية تصدر باللغة الإنجليزية على الإنترنت فقط، وتعنى المجلة بالأحداث الجارية والثقافة. أنشأ مايكل كينسلي، رئيس تحرير مجلة نيو ريبابليك، «سلايت» في عام 1996، وكانت شركة مايكروسوفت تملك المجلة في البداية؛ فقد كانت المجلة جزءً من الإم إس إن (شبكة مايكروسوفت). وفي 21 ديسمبر 2004، اشترت شركة واشنطن بوست المجلة. ومنذ 4 يونيو 2008، أصبحت شركة سلايت تدير المجلة، وشركة سلايت متخصصة في النشر على الإنترنت، وقد أنشأتها شركة جراهام القابضة من أجل إنشاء مجلات على الإنترنت وإداراتها.

## روابط خارجية
- سلايت على موقع الموسوعة البريطانية (الإنجليزية)
- سلايت على موقع روتن توميتوز (الإنجليزية)